# Robson Bambu
Robson Alves de Barros, meglio noto come Robson Bambu (São Vicente, 12 novembre 1997), è un calciatore brasiliano, difensore del Braga.

## Caratteristiche tecniche
È un difensore centrale.

## Carriera

### Club
È cresciuto nelle giovanili del Santos.
Il 17 giugno 2024 viene acquistato dal Braga.

### Nazionale
Con la nazionale Under-20 brasiliana ha preso parte al campionato sudamericano Under-20 2017, collezionando 2 presenze contro Paraguay e Colombia.

## Statistiche

### Presenze e reti nei club
Statistiche aggiornate all'8 gennaio 2025.
| Stagione                | Squadra                 | Campionato              | Campionato | Campionato | Coppe nazionali | Coppe nazionali | Coppe nazionali | Coppe continentali | Coppe continentali | Coppe continentali | Altre coppe | Altre coppe | Altre coppe | Totale | Totale | Totale |
| Stagione                | Squadra                 | Comp                    | Pres       | Reti       | Comp            | Pres            | Reti            | Comp               | Pres               | Reti               | Comp        | Pres        | Reti        | Pres   | Reti   |        |
| ----------------------- | ----------------------- | ----------------------- | ---------- | ---------- | --------------- | --------------- | --------------- | ------------------ | ------------------ | ------------------ | ----------- | ----------- | ----------- | ------ | ------ | ------ |
| 2018                    | Santos                  | A1/SP+A                 | 3+9        | 0+0        | CB              | 0               | 0               | CL                 | 1                  | 0                  | -           | -           | -           | 13     | 0      |        |
| 2019                    | Athl. Paranaense        | A1/PR+A                 | 0+8        | 0+0        | CB              | 5               | 0               | CL                 | 1                  | 0                  | RS          | -           | -           | 14     | 0      |        |
| gen.-giu. 2020          | Athl. Paranaense        | A1/PR+A                 | 1+0        | 0+0        | CB              | 0               | 0               | CL                 | 2                  | 0                  | RS          | 0           | 0           | 3      | 0      |        |
| Totale Athl. Paranaense | Totale Athl. Paranaense | Totale Athl. Paranaense | 1+8        | 0          |                 | 5               | 0               |                    | 3                  | 0                  |             | 0           | 0           | 17     | 0      |        |
| 2020-2021               | Nizza                   | L1                      | 15         | 0          | CF              | 2               | 0               | UEL                | 6                  | 0                  | -           | -           | -           | 23     | 0      |        |
| 2021-gen. 2022          | Nizza                   | L1                      | 0          | 0          | CF              | 0               | 0               | -                  | -                  | -                  | -           | -           | -           | 0      | 0      |        |
| 2022                    | Corinthians             | A1/SP+A                 | 2+7        | 0+0        | CB              | 1               | 0               | CL                 | 2                  | 0                  | -           | -           | -           | 12     | 0      |        |
| 2023                    | Vasco da Gama           | AR/J+A                  | 3+18       | 0+0        | CB              | 0               | 0               | -                  | -                  | -                  | -           | -           | -           | 21     | 0      |        |
| gen. 2024               | Nizza                   | L1                      | 0          | 0          | CF              | 1               | 0               | -                  | -                  | -                  | -           | -           | -           | 1      | 0      |        |
| Totale Nizza            | Totale Nizza            | Totale Nizza            | 15         | 0          |                 | 3               | 0               |                    | 6                  | 0                  |             | -           | -           | 24     | 0      |        |
| gen.-giu. 2024          | Arouca                  | PL                      | 10         | 0          | CP+CdL          | -               | -               | UECL               | -                  | -                  | -           | -           | -           | 10     | 0      |        |
| 2024-2025               | Braga                   | PL                      | 5          | 1          | CP+CdL          | 1+1             | 0+0             | UEL                | 4                  | 0                  | -           | -           | -           | 11     | 1      |        |
| Totale carriera         | Totale carriera         | Totale carriera         | 81         | 1          |                 | 11              | 0               |                    | 16                 | 0                  |             | 0           | 0           | 108    | 1      |        |

## Palmarès

### Club

#### Competizioni nazionali
- Coppa del Brasile: 1

Athletico Paranaense: 2019

#### Campionati statali
- Campionato Paranaense: 1

Athletico Paranaense: 2019